# ОШ „Филип Вишњић” Београд
Основна школа „Филип Вишњић”  једна је од основних школа на општини Палилули. Налази се у Београду, у насељу Карабурма, у улици Салвадора Аљендеа 17. Школа је прославила 100 година постојања 23. маја 2009.

## Име школе
Основна школа „Филип Вишњић” носи име по једном од најпознатијих српских гуслара Филипу Вишњићу.

## Историјат школе

### Настанак
Школа је подигнута у Јагићевој улици 1909. године и тада се звала „Основна школа на Смедеревском ђерму“. Прва зграда имала је четири учионице и двије канцеларије а први директор се звао Никола Милићевић. Касније је школа добила и женски павиљон и два учитељска стана.
Од 1932. године школа се звала по Филипу Вишњићу а од школске 1936/37. школа је подијељена на мушку (Државна мушка народна основна школа „Филип Вишњић“) и женску (Државна женска основна школа „Филип Вишњић“).

### Други светски рат
Током Другог свјетског рата, школске 1942/43. године, женска школа је добила име „Царица Милица“. У рату школа је страдала у шестоаприлском бомбардовању Београда а окупатори су зграду адаптирали за своје потребе (у школи је била и команда за присилно мобилисање омладине). Ученици су за то вријеме морали да користе оближње школе на Звездари.

### Послератни период
Након Другог свјетског рата мушка школа је добила назив „Основна школа бр. 16“, а женска „Основна школа бр. 30“. Године 1947. формирала су се мјешовита одјељења спајањем женске школе са мушком, а од 1952. враћен је стари назив школе „Филип Вишњић“. Највећи број првака школа је имала у годинама после рата, од 1946. до 1950. године (по 250 ученика).
Почетком 1970их број ученика почео је да се смањује, па се школа у Јагићевој улици расформирала. У то вријеме на Карабурми је подигнуто ново насеље и за дјецу овог насеља изграђена је нова школа у улици Салвадора Аљендеа бр. 17, која је почела са радом школске 1971/72. године. Велики број просветних радника претходне школе наставио је са радом у новој. Првих година рада школа је имала 38 одјељења а у одјељењима по више од 40 ученика.

## Школа данас
Настава се одвија у 13 класичних учионица, 4 кабинета, 2 радионице за техничко и информатичко образовање. За потребе физичке културе користи се фискултурна сала која се налази у склопу школе.
Наставу похађа око 800 ђака распоређених у 30 одељења и два специјална одељења. Настава се одвија у две смене, стим што прваци наставу похађају само у преподневној смени. За ученике првог и другог разреда омогућен је продужени боравак.